# Seishi Kishimoto
Seishi Kishimoto (岸本 聖史) nascido em 8 de Novembro de 1974 em Nagi, Okayama, é um mangaka. Sua obra mais conhecida é 666 Satan (O-parts Hunter) para a revista mensal Shonen Gangan. É também o irmão gêmeo mais novo de Masashi Kishimoto (o criador de Naruto). Constantemente eles são acusados de se plagiarem, mas sempre alegam que, por crescerem juntos, acabaram recebendo as mesmas influências. Masashi chegou a pedir que os fãs parassem de chamar seu irmão de "copião". 

## Trabalhos
- Trigger
- Tenchu: The Wrath of Heaven
- 666 Satan (2001–2007) 19 Volumes.
- Tribal
- Blazer Drive (2008-2011) 9 volumes.
- 12 O'Clock Bell Rings (2011) One-shot.
- Kurenai no Ōkami to Ashikase no Hitsuji (2012-2014)
- ¨Sukedachi Nine (2014-Atualmente)

### Jogos vidéos
2009 : Blazer Drive (Nintendo DS)